# Беспальцево
Беспальцево (укр. Безпальцеве), село, 
Алисовский сельский совет,
Близнюковский район,
Харьковская область.
Код КОАТУУ — 6320680303. Население по переписи 2001 г. составляет 17 (9/8 м/ж) человек.

## Географическое положение
Село Беспальцево находится в 3-х км от села Алисовка.
Село находится в небольшой балке, в которой находятся истоки пересыхающего ручья на котором сделана небольшая запруда (~2 га).

## История
- 1850 - дата основания.

## Экономика
- В селе есть овце-товарная ферма.